# Chartocerus hebes
Chartocerus hebes är en stekelart som först beskrevs av Girault 1929.  Chartocerus hebes ingår i släktet Chartocerus och familjen långklubbsteklar. Inga underarter finns listade i Catalogue of Life.